# Балдокки, Жозе Гильерме
Жозе Гильерме Балдокки (порт.-браз. José Guilherme Baldocchi; 14 марта 1946, Бататайс, штат Сан-Паулу) — бразильский футболист, центральный защитник. Чемпион мира 1970 года.

## Карьера
Балдокки, потомок итальянцев: его дед прибыл в Бразилию в конце XIX века и занялся бизнесом, открыв фабрику по производству мебели — «Baldocchi Madeiras & Móveis» (Пиломатериалы и мебель Балдокки). Он начал свою карьеру в клубе «Бататайс» в 1946 году. Через год он перешёл в «Ботафого», где провёл 1 сезон.
В 1966 году Балокки перешёл в «Палмейрас», где заменил Джалму Диаса, отказавшегося продлить контракт. Он дебютировал в составе клуба в товарищеской игре с клубом «Апукарана», где сыграл 45 минут. За «Палмейрас» Балдокки провёл 5 сезонов, выиграв два турнира Рио-Сан Паулу, два Кубка Роберто Педросы и Кубок Бразилии. Последний матч за клуб Балдокки провёл 17 июня 1971 года с клубом «Сан-Бенто», в котором «Палмейрас» победил 7:0. В тот же период он вызывался в состав сборной Бразилии, за которую провёл 3 игры. Он был участником победного для бразильцев, чемпионата мира 1970 года, однако на поле не выходил, являясь дублёром Брито.
В 1971 году Балдокки перешёл в «Коринтианс», будучи обменян на Пауло Боржеса, ушедшего в аренду в «Палмейрас» и защитника Полако. За «Коринтианс» он провёл 4 сезона, сыграв в 146 матчах. В начале 1977 года Балдокки отказался продевать контракт с «Коринтиансом» из-за конфликта с президентом клуба, Висенте Матеусом. Он более года не выступал, а затем перешёл в «Форталезу», где завершил карьеру в 1977 году.
Завершив карьеру игрока, Балдокки продолжил семейный бизнес, работая на фабрике «Baldocchi Madeiras & Móveis». Также он является владельцем фермерского хозяйства, на котором выращивают картофель, молоко, кофе и разнообразные соевые продукты.

## Личная жизнь
Балдокки женат, имеет дочь и сына.

## Достижения
- Чемпион турнира Рио-Сан Паулу: 1967, 1969
- Обладатель Кубка Роберто Педросы: 1967, 1969
- Обладатель Кубка Бразилии: 1967
- Чемпион мира: 1970